# Flensborg Amt
Flensborg Amt var et amt i Hertugdømmet Slesvig (≈ Sønderjylland) før 1864.
Flensborg Amt bestod af fem herreder
- Vis Herred (Wiesharde)
- Ugle Herred (Uggelharde)
- Husby Herred (Husbyharde)
- Ny Herred (Nieharde)
- Munkbrarup Herred med flækken Lyksborg (Munkbrarupharde)

Købstaden Flensborg stod indtil 1850 uden for amtets myndighed. Også godsdistriktet i det østlige Angel (Angler Godsdistrikt) lå før 1853 uden for amtets myndighedsområde. Dele af godsdistriktet blev i 1853 omdannet til Kappel Herred.

## Adelige godser
- Langballegård eller Langballegaard (tysk: Gut Freienwillen)
- Grønholt (dansk) eller Grünholt (tysk)

## Amtmænd
Denne liste er ufuldstændig; hjælp gerne med at udfylde den.
- (nævnt 1468): Henneke Walstorp
- 1519-1523: Ditlev Sivertsen Brockdorff
- 1529-1539: Melchior Rantzau
- 1590-1600: Gert Rantzau
- 1616 – : Otto von Qualen
- 1679-1690: Henning Reventlow
- 1703/04-1708: Ulrik Adolf Holstein
- 1728- : Christian Ditlev von Holstein
- 1760-1772: Georg Frederik von Holstein
- 1772-1784: Gregers Christian Haxthausen
- 1784-1784: Cay Reventlow
- 1784-1787: Engel Schack
- 1787-1808: Nicolai Theodor de Ployart
- 1811-1818: Friedrich Johannsen
- 1818-1820: Joachim Godsche von Levetzau
- 1831-18??: Heinrich Reventlow
- 1861-1864: Vilhelm Wedell-Wedellsborg